# Arcidiecéze Santa Fe
Arcidiecéze Santa Fe (latinsky Archidioecesis Sanctae Fidei in America Septentrionali) je římskokatolická arcidiecéze na části území severoamerického státu Nové Mexiko se sídlem ve městě Santa Fe a s katedrálou sv. Františka z Assisi v Santa Fe; administrativním centrem je město Albuquerque. Jejím současným arcibiskupem je John Charles Wester.

## Stručná historie
V Novém Mexiku začala evangelizace již v 16. století, kdy byly osíldeno španělskými conquistadory. Po skončení americo-mexické války a uzavření smlouvy z Guadalupe Hidalgo byl z části Arcidiecéze Durango v roce 1851 vytvořen Apoštolský vikariát Nové Mexiko s vikářem Jeanem Lamym, který se již v roce 1853 stal diecézním biskupem v Santa Fe a v roce 1855 metropolitním arcibiskupem.

## Církevní provincie

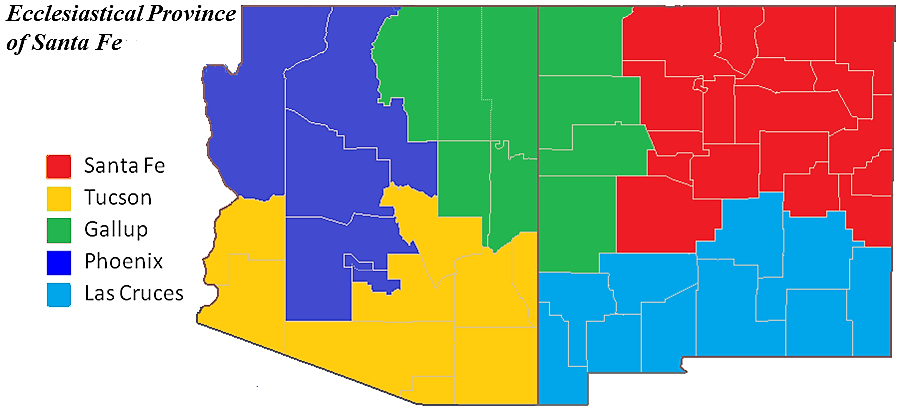
Mapa církevní provincie Santa Fe

Jde o metropolitní arcidiecézi, která zahrnuje území států Arizona a Nové Mexiko a jíž jsou podřízena tato sufragánní biskupství:
- diecéze gallupská
- diecéze Las Cruces
- diecéze Phoenix
- diecéze tucsonská.